# خانه احمدی
 خانه احمدی  واقع در بخش مرکزی شهرستان بندرعباس و یکی از نقاط دیدنی استان هرمزگان در جنوب ایران است.
این خانه یکی از آثارهای تاریخی شهر بندرعباس به شمار می‌آید. این بنا مربوط به دوره قاجاریه است که توسط شخصی به نام حاج احمد گله‌داری بنا شده‌است. این اثر تاریخی تحت شماره ۸۵۰۹ درفهرست آثار ملی ایران ثبت شده‌است.